# Botslot Sø
Botslot Sø (dansk) eller Bottschlotter See (tysk) er en indsø med vekslende vandstand i det nordlige Tyskland, beliggende øst for Fartoft og vest for Vejgaard i Nordfrisland i det vestlige Sydslesvig.
Søen er en rest af en tidligere pril, der blev omdannet til sø ved inddigningen af Botslot Kog i 1633. Syd for søen ligger Blomekogen.
Søen tjener også til afvanding af markerne i marsklandet omkring. Botslot Sø har afløb til Bongsil Kanal, som udmunder få kilometer vest for søen i Nordsøen gennem sluserne ved Slutsil.